# Ляна
«Ляна» — радянський художній фільм режисера Бориса Барнета, знятий на Кіностудії ім. М. Горького в 1955 році. Перша робота в кіно Леоніда Гайдая (актор, режисер-практикант). Прем'єрний показ відбувся в серпні 1955 року.

## Сюжет
Забавна історія трьох талановитих молодих людей Андрія (Олександр Шворін), Альоші (Леонід Гайдай), Грицька (Раднер Муратов) і їх подружок, — Ляни (Кюнна Ігнатова) і Параскіци (Муза Крепкогорська). Герої живуть, закохуються і трудяться в заможному молдавському колгоспі середини 1950-х років. Перемігши на республіканському конкурсі художньої самодіяльності в Кишиневі, друзі повинні поїхати в Москву, але так вийшло, що в столицю їдуть тільки їхні кохані.

## У ролях
- Кюнна Ігнатова — Ляна
- Олександр Шворін — Андрій
- Муза Крепкогорська — Параскіца
- Леонід Гайдай — Альоша
- Раднер Муратов — Гриша
- Євген Уреке — голова колгоспу, Степан Васильович
- Микола Горлов — шофер Саша
- Костянтин Константинов — колгоспник-меломан Гіца
- Дмитро Лисенко — дід Ляни

## Знімальна група
- Режисер — Борис Барнет
- Сценаристи — Борис Барнет, Валентин Єжов, Лівіу Корняну
- Оператор — Жозеф Мартов
- Композитор — Шико Аранов
- Художник — Ігор Бахметьєв